# Hello Katy Tour
Hello Katy Tour je debitantska turneja američke kantautorice Katy Perry kreirana u svrhu promocije albuma One of the Boys. Turneja je trajala od siječnja do studenog 2009. i posjetila je Sjevernu Ameriku, Europu, Aziju te Australiju.

## Pozadina
Nakon nastupa na Wraped Tour 2008. te nakon vođenja MTV Europe Music Awards 2008., Katy je u studenome 2008. najavila da u siječnju kreće njena debitantska turneja:

## Predgrupe na koncertu
- The Daylights (Sjeverna Amerika)
- Alphabeat (Sjeverna Amerika)
- Calvin Harris (Sjeverna Amerika)
- 3OH!3 (Europa)
- The Asteroids Galaxy Tour (Europa)
- Ladyhawke (Europa)
- Bedük (Istanbul)
- Sliimy (UK)

## Popis pjesama
1. "Fingerprints"
2. "One of the Boys"
3. "Hot N Cold"
4. "Self Inflicted"
5. "Use Your Love"
6. "Waking Up in Vegas"
7. "Lost"
8. "Thinking of You"
9. "Mannequin"
10. "Ur So Gay"
11. "I'm Still Breathing"
12. "I Think I'm Ready"
13. "If You Can Afford Me"

Encore
1. "Don't Stop Me Now" (pjesma sastava Queen)
2. "I Kissed a Girl"

## Datumi koncerata
| Datum              | Grad                      | Država     | Stadion                                        |
| ------------------ | ------------------------- | ---------- | ---------------------------------------------- |
| Sjeverna Amerika   |                           |            |                                                |
| 23. siječnja 2009. | Seattle                   | SAD        | Showbox at the Market                          |
| 25. siječnja 2009. | Vancouver                 | Kanada     | Commodore Ballroom                             |
| 28. siječnja 2009. | San Francisco             | SAD        | The Fillmore                                   |
| 29. siječnja 2009. | Sacramento                | SAD        | Empire Events Center                           |
| 31. siječnja 2009. | Los Angeles               | SAD        | Wiltern Theatre                                |
| 2. veljače 2009.   | Tucson                    | SAD        | Centennial Hall                                |
| 3. veljače 2009.   | Phoenix                   | SAD        | Marquee Theatre                                |
| 5. veljače 2009.   | San Diego                 | SAD        | House of Blues                                 |
| 10. veljače 2009.  | Salt Lake City            | SAD        | In The Venue                                   |
| Europa             |                           |            |                                                |
| 20. veljače 2009.  | Hannover                  | Njemačka   | The Dome 49                                    |
| 22. veljače 2009.  | Stockholm                 | Švedska    | Nalen                                          |
| 23. veljače 2009.  | Kopenhagen                | Danska     | K.B. Hallen                                    |
| 25. veljače 2009.  | Manchester                | Engleska   | Manchester Academy                             |
| 26. veljače 2009.  | London                    | Engleska   | KOKO                                           |
| 27. veljače 2009.  | London                    | Engleska   | KOKO                                           |
| 1. ožujka 2009.    | Amsterdam                 | Nizozemska | Melkweg                                        |
| 2. ožujka 2009.    | Pariz                     | Francuska  | Élysée Montmartre                              |
| 4. ožujka 2009.    | München                   | Njemačka   | TonHalle                                       |
| 5. ožujka 2009.    | Frankfurt                 | Njemačka   | Hugenottenhalle                                |
| 6. ožujka 2009.    | Hamburg                   | Njemačka   | Große Freiheit                                 |
| 7. ožujka 2009.    | Bruxelles                 | Belgija    | Ancienne Belgique                              |
| Sjeverna Amerika   |                           |            |                                                |
| 19. ožujka 2009.   | Austin                    | SAD        | Stubb's                                        |
| 23. ožujka 2009.   | Kansas City               | SAD        | Beaumont Club                                  |
| 24. ožujka 2009.   | Minneapolis               | SAD        | First Avenue                                   |
| 26. ožujka 2009.   | Chicago                   | SAD        | House of Blues                                 |
| 27. ožujka 2009.   | Detroit                   | SAD        | Clutch Cargo's                                 |
| 28. ožujka 2009.   | Cleveland                 | SAD        | House of Blues                                 |
| 30. ožujka 2009.   | Toronto                   | Kanada     | The Guvernment                                 |
| 31. ožujka 2009.   | Montreal                  | Kanada     | Metropolis                                     |
| 1. travnja 2009.   | Boston                    | SAD        | House of Blues                                 |
| 3. travnja 2009.   | Palm Springs              | SAD        | Palm Springs Convention Center                 |
| 5. travnja 2009.   | Philadelphia              | SAD        | The Fillmore at the Theatre of the Living Arts |
| 6. travnja 2009.   | New York                  | SAD        | The Fillmore New York at Irving Plaza          |
| 7. travnja 2009.   | New York                  | SAD        | The Fillmore New York at Irving Plaza          |
| 8. travnja 2009.   | New York                  | SAD        | The Fillmore New York at Irving Plaza          |
| 10. travnja 2009.  | Washington, D.C.          | SAD        | 9:30 Club                                      |
| 11. travnja 2009.  | Myrtle Beach              | SAD        | House of Blues                                 |
| 14. travnja 2009.  | Nashville                 | SAD        | Cannery Ballroom                               |
| 15. travnja 2009.  | Atlanta                   | SAD        | Center Stage                                   |
| 28. travnja 2009.  | Saint Petersburg, Florida | SAD        | Jannus Landing                                 |
| 29. travnja 2009.  | Fort Lauderdale           | SAD        | Revolution Live                                |
| 2. svibnja 2009.   | Birmingham, Alabama       | SAD        | Birmingham - Jefferson Convention Complex      |
| 7. svibnja 2009.   | Miami                     | SAD        | Miami Beach Convention Center                  |
| 11. svibnja 2009.  | Dallas                    | SAD        | House of Blues                                 |
| 12. svibnja 2009.  | Houston                   | SAD        | House of Blues                                 |
| Azija              |                           |            |                                                |
| 25. svibnja 2009.  | Osaka                     | Japan      | Club Quattro                                   |
| 26. svibnja 2009.  | Nagoja                    | Japan      | Club Quattro                                   |
| 28. svibnja 2009.  | Tokio                     | Japan      | Duo Music Exchange                             |
| 29. svibnja 2009.  | Tokio                     | Japan      | Duo Music Exchange                             |
| Europa             |                           | Japan      |                                                |
| 1. lipnja 2009.    | Landgraaf                 | Nizozemska | Landgraaf Megaland Park                        |
| 9. lipnja 2009.    | London                    | Engleska   | Shepherds Bush Empire                          |
| 10. lipnja 2009.   | London                    | Engleska   | Shepherds Bush Empire                          |
| 11. lipnja 2009.   | Brighton                  | Engleska   | Brighton Dome                                  |
| 13. lipnja 2009.   | Crans-près-Céligny        | Švicarska  | Port de Crans                                  |
| 14. lipnja 2009.   | Zürich                    | Švicarska  | Volkshaus                                      |
| 16. lipnja 2009.   | Pariz                     | Francuska  | L'Olympia                                      |
| 17. lipnja 2009.   | Lyon                      | Francuska  | Le Transbordeur                                |
| 19. lipnja 2009.   | Scheeßel                  | Njemačka   | MSC Eichenring                                 |
| 20. lipnja 2009.   | Köln                      | Njemačka   | Palladium Köln                                 |
| 21. lipnja 2009.   | Tuttlingen                | Njemačka   | Flugplatz Tuttlingen                           |
| 23. lipnja 2009.   | Milano                    | Italija    | Idroscalo                                      |
| 25. lipnja 2009.   | Barcelona                 | Španjolska | Palau Sant Jordi                               |
| 26. lipnja 2009.   | Madrid                    | Španjolska | Palacio de Deportes                            |
| 28. lipnja 2009.   | Lisabon                   | Portugal   | Campo Pequeno                                  |
| 2. srpnja 2009.    | Nibe                      | Danska     | Skalskoven                                     |
| 4. srpnja 2009.    | Werchter                  | Belgija    | Werchter Festival Grounds                      |
| 5.srpnja 2009.     | Arras                     | Francuska  | Main Square                                    |
| 6. srpnja 2009.    | Esch-sur-Alzette          | Luxembourg | Rockhal                                        |
| 9. srpnja 2009.    | Istanbul                  | Turska     | True Blue Fenerbahçe                           |
| 11. srpnja 2009.   | Dublin                    | Irska      | Punchestown Racecourse                         |
| 12. srpnja 2009.   | Perth and Kinross         | Škotska    | Balado                                         |
| Sjeverna Amerika   |                           |            |                                                |
| 25. srpnja 2009.   | Boston                    | SAD        | Agganis Arena                                  |
| 28. srpnja 2009.   | New York                  | SAD        | Hammerstein Ballroom                           |
| Australija         |                           |            |                                                |
| 12. kolovoza 2009. | Brisbane                  | Australija | The Tivoli                                     |
| 14. kolovoza 2009. | Melbourne                 | Australija | The Forum                                      |
| 17. kolovoza 2009. | Sydney                    | Australija | Enmore Theatre                                 |
| 18. kolovoza 2009. | Sydney                    | Australija | Enmore Theatre                                 |
| Europa             |                           |            |                                                |
| 21. kolovoza 2009. | Glasgow                   | Škotska    | Barrowland Ballroom                            |
| 22. kolovoza 2009. | Staffordshire             | Engleska   | Weston Park                                    |
| 23. kolovoza 2009. | Chelmsford                | Engleska   | Hylands Park                                   |
| 25. kolovoza 2009. | Birmingham                | Engleska   | O2 Academy Birmingham                          |
| 26. kolovoza 2009. | Newcastle                 | Engleska   | O2 Academy Newcastle                           |
| Sjeverna Amerika   |                           |            |                                                |
| 29. kolovoza 2009. | Los Angeles               | SAD        | Hollywood Palladium                            |
| 30. kolovoza 2009. | Santa Barbara             | SAD        | Santa Barbara Bowl                             |
| 5. rujna 2009.     | Seattle                   | SAD        | Seattle Center                                 |
| Azija              |                           |            |                                                |
| 14. studenog 2009. | Pasay City                | Filipini   | SM Mall of Asia                                |
| Europa             |                           |            |                                                |
| 26. studenog 2009. | Varšava                   | Poljska    | Plac Defilad                                   |
| 28. studenog 2009. | Ischgl                    | Austrija   | Silvrettaseilbahn AG - Ischgl                  |